# 송장벌레과
송장벌레과는 딱정벌레목 반날개상과의 하위 분류이다. 송장벌레, 검정송장벌레, 이마무늬송장벌레 등이 속한다. 주로 시체를 먹으며, 작은 곤충을 잡아먹는 종류도 있다.

## 사진

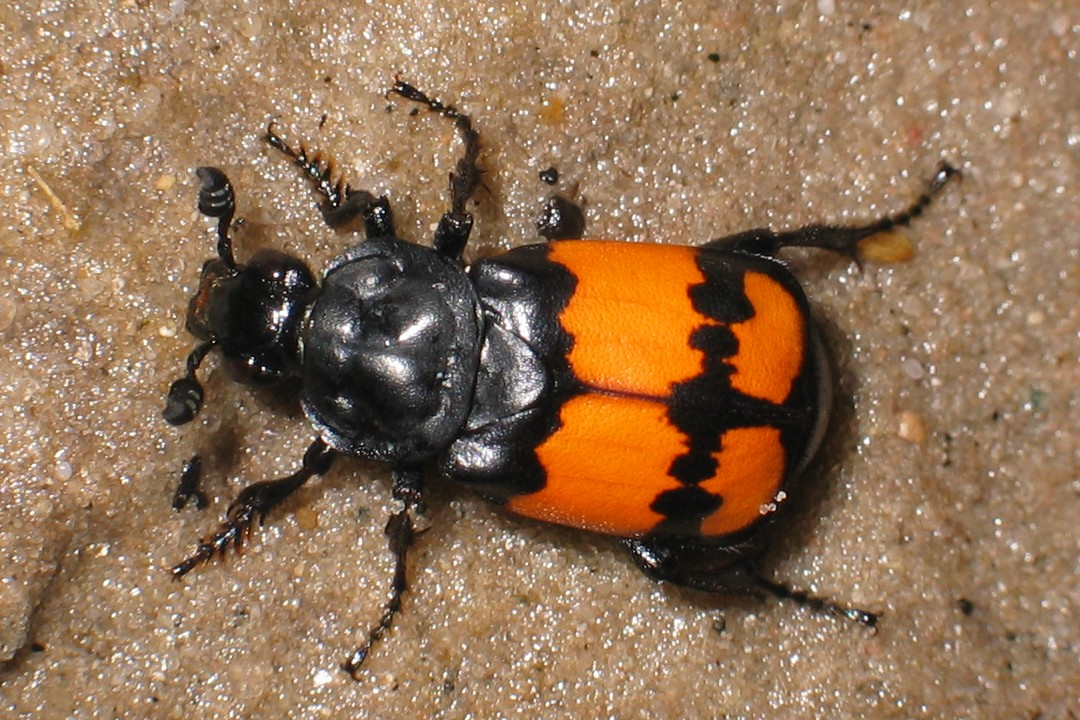
Nicrophorus vespilloides
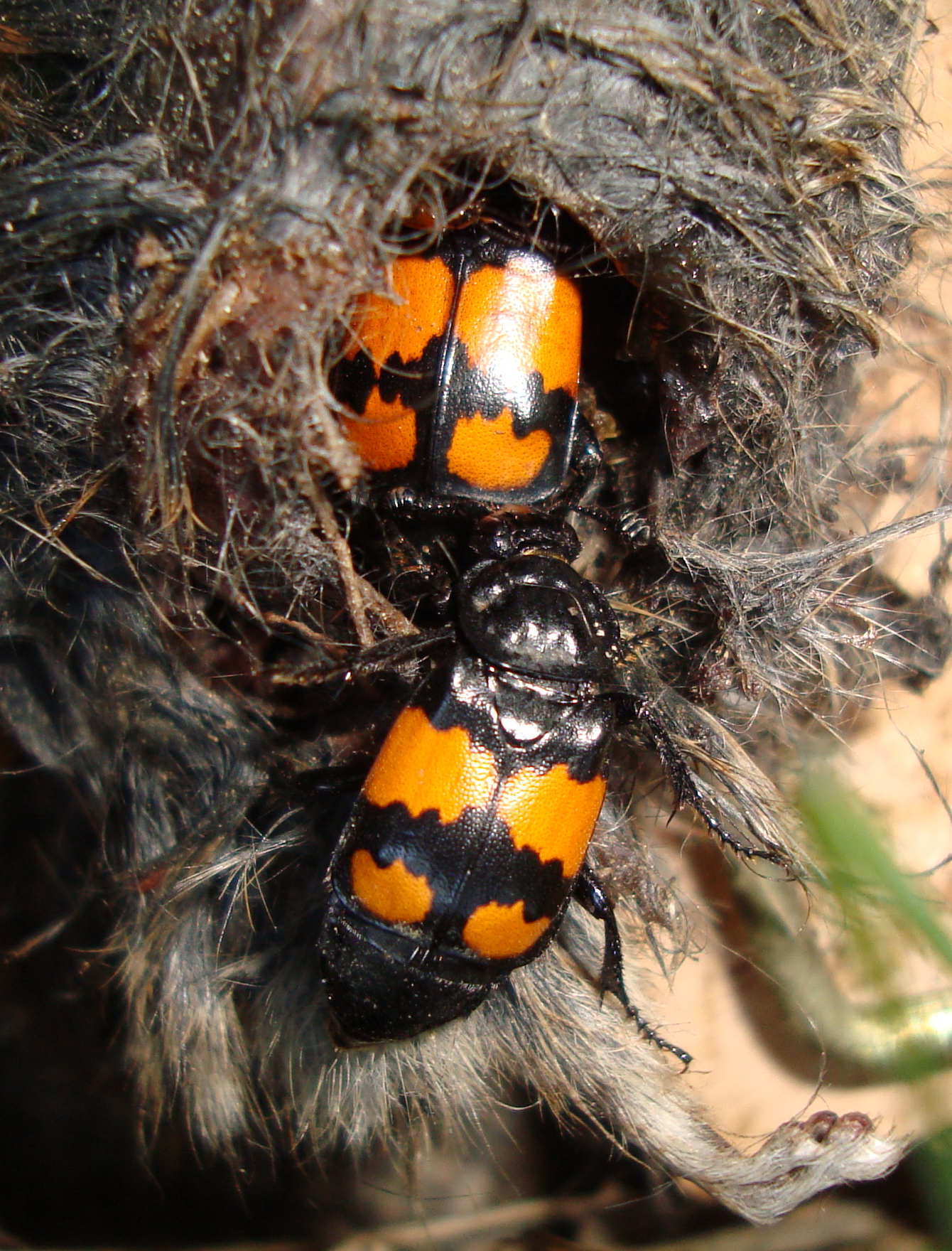
설치류의 시체를 먹는 Nicrophorus vespilloides
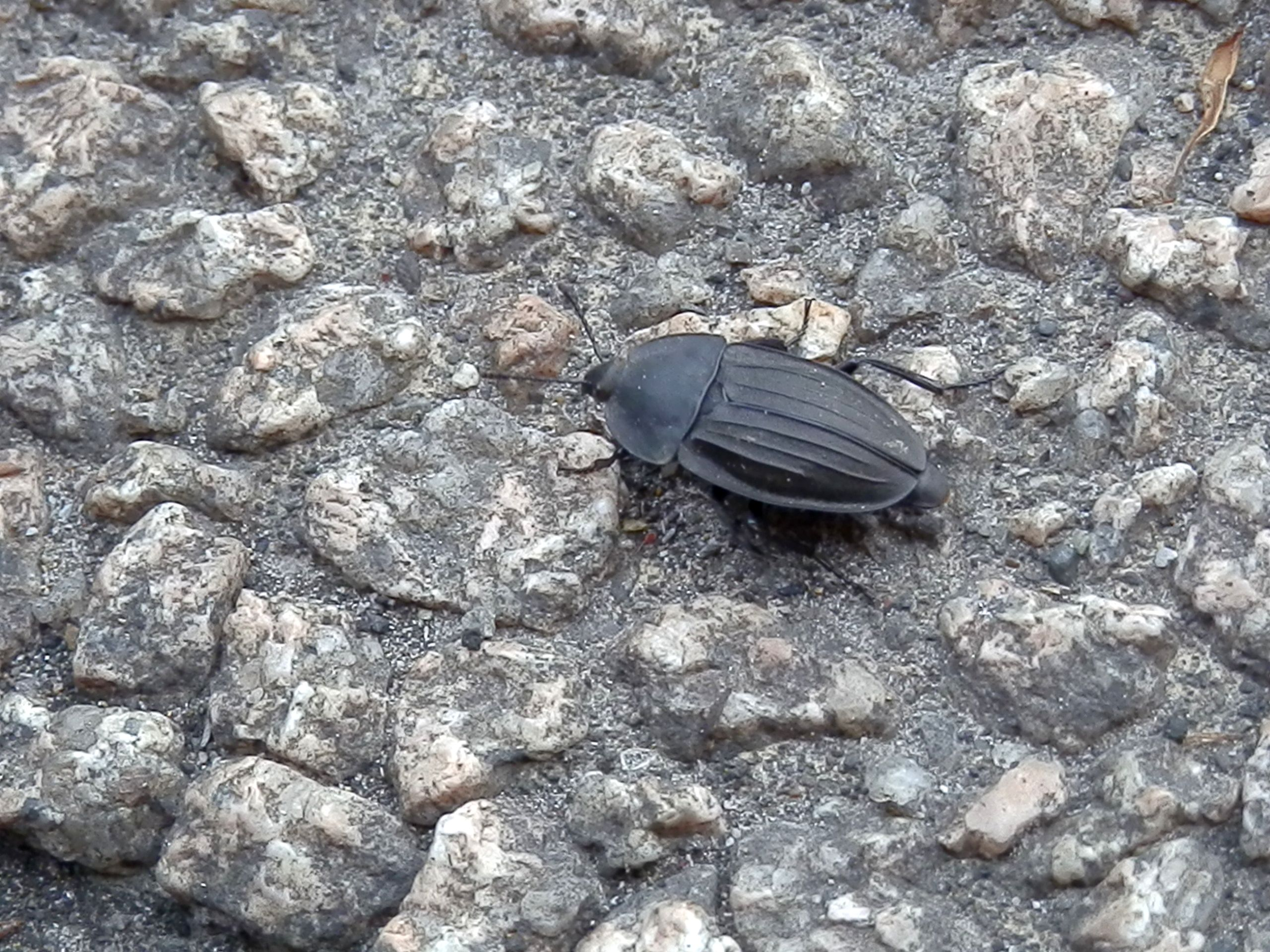
큰넓적송장벌레